# Stefano Russo
Stefano Russo (Ascoli Piceno, 26 agosto 1961) è un vescovo cattolico italiano, dal 7 maggio 2022 vescovo di Velletri-Segni e dal 12 settembre 2023 vescovo di Frascati.

## Biografia
Nasce ad Ascoli Piceno, città capoluogo di provincia e sede vescovile, il 26 agosto 1961.

### Formazione e ministero sacerdotale
Segue il Movimento diocesano dell'Opera di Maria. Dopo aver conseguito il diploma di perito tecnico in telecomunicazioni, compie gli studi del ciclo universitario presso la facoltà universitaria di architettura di Pescara, conseguendovi la laurea nel 1990 con una tesi di indirizzo storico.
Inizia il percorso formativo al sacerdozio a Grottaferrata, presso il Centro Gen's (Generazione Nuova Sacerdotale), Comunità dei Focolari, frequentando i corsi per il baccalaureato in teologia presso la Pontificia Università Lateranense.
Il 20 aprile 1991 è ordinato presbitero, nella cattedrale di Ascoli Piceno, dal vescovo Marcello Morgante.
Dopo l'ordinazione è, fino al 2007, presidente della commissione di arte sacra e beni culturali della diocesi di Ascoli Piceno e incaricato per i beni culturali ecclesiastici della medesima diocesi. Dal 1990 al 2005 ricopre il ruolo di membro della consulta per i beni culturali ecclesiastici della Conferenza episcopale marchigiana, gestendo e coordinando, in questo stesso periodo, le attività del museo diocesano di Ascoli Piceno.
Nel 1996 partecipa al corso di formazione per l'edificazione e l'adeguamento liturgico degli edifici di culto organizzato dalla Conferenza Episcopale Italiana, mentre dal 1996 al 2005 gli viene affidato il compito di incaricato regionale per i beni culturali ecclesiastici della Conferenza episcopale marchigiana, dirigendo dal 1996 il lavoro d'inventariazione informatizzata dei beni storico-artistici della diocesi di Ascoli Piceno.
Nel 1999 riceve la nomina ad amministratore parrocchiale presso la parrocchia di San Pietro in Castel San Pietro (frazione di Palmiano). Conclude il suo mandato nel 2001, quando diviene responsabile dell'UDTAP, ufficio che coordina gli interventi di recupero degli edifici di valore storico-artistico, danneggiati dal terremoto, di pertinenza della diocesi di Ascoli Piceno, e membro del comitato dell'Ufficio Nazionale beni culturali ecclesiastici della CEI. Ottiene quindi la nomina a membro della commissione per i beni e le attività culturali della Regione Marche, ruolo che ricopre dal 2002 al 2005. Diviene poi responsabile dell'Ufficio Nazionale beni culturali ecclesiastici della CEI, continuando a servire come vicario parrocchiale la comunità di San Giacomo della Marca, fino al novembre 2015 quando viene inviato come parroco presso la parrocchia dei Santi Pietro e Paolo in Ascoli Piceno.

### Ministero episcopale
Il 18 marzo 2016 papa Francesco lo nomina vescovo di Fabriano-Matelica; succede a Giancarlo Vecerrica, dimessosi per raggiunti limiti di età. Il 28 maggio riceve l'ordinazione episcopale, nella cattedrale di Ascoli Piceno, dal cardinale Edoardo Menichelli, co-consacranti i vescovi Giovanni D'Ercole e Nunzio Galantino. Il 18 giugno successivo prende possesso della diocesi, nella cattedrale di Fabriano, mentre il giorno seguente fa il suo ingresso nella concattedrale di Matelica.
Poco dopo l'inizio del suo ministero episcopale l'Italia centrale subisce forti eventi sismici del 2016. Considerata la sua esperienza viene incaricato di rappresentare le diocesi marchigiane presso le istituzioni statali. Interviene su questo tema al Senato nella seduta del 13 giugno 2018. Nel 2018 il consiglio episcopale permanente della Conferenza Episcopale Italiana lo nomina presidente del Comitato per la valutazione dei progetti di intervento a favore dei beni culturali ecclesiastici e dell'edilizia di culto.
Il 28 settembre 2018 papa Francesco lo nomina segretario generale della Conferenza Episcopale Italiana; succede a Nunzio Galantino, precedentemente nominato presidente dell'Amministrazione del patrimonio della Sede Apostolica. 
Il 27 aprile 2019, pertanto, in modo "sofferto" rinuncia al governo pastorale della diocesi di Fabriano-Matelica per "l'impossibilità di continuare a portare avanti entrambe le responsabilità"; papa Francesco, accettando le sue dimissioni, contestualmente lo nomina amministratore apostolico della medesima diocesi. Il 26 luglio seguente gli succede, come amministratore apostolico, l'arcivescovo di Camerino-San Severino Marche, Francesco Massara, il quale, il 27 giugno 2020, viene chiamato a succedergli come vescovo della stessa diocesi vista la decisione del papa di unire in persona episcopi l'arcidiocesi di Camerino-San Severino Marche e la diocesi di Fabriano-Matelica.
Il 7 maggio 2022 lo stesso pontefice lo nomina vescovo di Velletri-Segni; succede a Vincenzo Apicella, dimissionario per raggiunti limiti di età. Il 26 giugno successivo prende possesso della diocesi.
Il 12 settembre 2023, avendo papa Francesco unito in persona episcopi la sede suburbicaria di Velletri-Segni con la sede suburbicaria di Frascati, è nominato vescovo anche di quest'ultima; succede a Raffaello Martinelli, dimessosi per raggiunti limiti d'età. L'11 novembre successivo prende possesso della diocesi.
Il 25 settembre 2023 il Consiglio permanente della Conferenza Episcopale Italiana lo nomina presidente dell'Associazione bibliotecari ecclesiastici italiani (ABEI).

## Genealogia episcopale
La genealogia episcopale è:
- Cardinale Scipione Rebiba
- Cardinale Giulio Antonio Santori
- Cardinale Girolamo Bernerio, O.P.
- Arcivescovo Galeazzo Sanvitale
- Cardinale Ludovico Ludovisi
- Cardinale Luigi Caetani
- Cardinale Ulderico Carpegna
- Cardinale Paluzzo Paluzzi Altieri degli Albertoni
- Papa Benedetto XIII
- Papa Benedetto XIV
- Papa Clemente XIII
- Cardinale Enrico Benedetto Stuart
- Papa Leone XII
- Cardinale Chiarissimo Falconieri Mellini
- Cardinale Camillo Di Pietro
- Cardinale Mieczysław Halka Ledóchowski
- Cardinale Jan Maurycy Paweł Puzyna de Kosielsko
- Arcivescovo Józef Bilczewski
- Arcivescovo Bolesław Twardowski
- Arcivescovo Eugeniusz Baziak
- Papa Giovanni Paolo II
- Cardinale Achille Silvestrini
- Cardinale Edoardo Menichelli
- Vescovo Stefano Russo

## Araldica
Lo scudo è diviso in quattro quarti, di cui:
- il primo quarto è caratterizzato da uno sfondo rosso e da un chrismon dorato, che indica il mistero pasquale;
- il secondo quarto è caratterizzato da una stella azzurra ad otto punte, simbolo della Beata Vergine Maria;
- il terzo quarto è caratterizzato da un libro rosso che rappresenta la Parola di Dio e, dunque, il principale compito del vescovo che è quello di annunciare il Vangelo. Si può considerare, tuttavia, anche un riferimento all'antica arte cartaria di Fabriano, sede a cui il vescovo Russo è affidato;
- l'ultimo quarto è caratterizzato dallo stemma di Ascoli Piceno, città natia del vescovo e si può considerare anche un richiamo alla città del cielo.